# Дилижанский район
Дилижанский район — административно-территориальная единица в составе Армянской ССР, существовавшая в 1930—1951 годах. Центр — Дилижан.

## История
Район был образован 9 сентября 1930 года. 
19 марта 1951 года Дилижанский район был ликвидирован, его территория вошла в состав Иджеванского района.

## География
На 1 января 1948 года территория района составляла 115 км². 

## Административное деление
По состоянию на 1948 год район включал 1 посёлок городского типа (Дилижан) и 7 сельсоветов: Ахкихлинский, Гейарчинский, Гошский, Куйбышевский, Папанинский, Поладский и Шамахянский.